# Enterococcus faecium
Enterococcus faecium este o bacterie Gram-pozitivă, alfa-hemolitică sau non-hemolitică din genul Enterococcus. Aceasta poate fi comensală (inofensivă, coexistând în organismul gazdă) în tractul gastro-intestinal al oamenilor și animalelor, dar poate fi și patogenă, provocând boli, precum meningita sau endocardita neonatală.
E. faecium rezistentă la vancomicină este adesea menționată ca VRE (din engleză Vancomycin-Resistant Enterococcus).

## Proprietăți patogene
Această bacterie a dezvoltat rezistență la antibiotice și folosește colonizare și factori secretați în virulență (enzime capabile să metabolizeze fibrina, proteine și carbohidrați pentru a regula aderența și a inhiba bacteriile competitive). Proteina enterococică de suprafață (Esp) permite bacteriilor să se grupeze și să formeze biofilme. Factori suplimentari de virulență sunt substanța de agregare (SA), citosolină și gelantinasă. SA permite microbilor să se lege de celulele țintă și facilitează transferul de material genetic dintre celule.

## Enterococcirezistenți la vancomicină
Enterococcus faecium este o cauză principală a infecțiilor enterococice rezistente, peste Enterococcus faecalis, în Statele Unite ale Americii. Aproximativ 40% dintre unitățile medicale de terapie intensivă au descoperit că majoritatea infecțiilor asociate dispozitivelor (și anume, infecțiile cauzate de linii centrale, catetere de drenaj urinar și ventilatoare), respectiv 80% și 90,4%, au fost din cauza E. faecium rezistentă la vancomicină și ampicilină.
Creșterea rapidă a VRE a creat dificultăți medicilor în a lupta împotriva infecțiilor cauzate de E. faecium, deoarece nu multe soluții antimicrobiene sunt disponibile. În Statele Unite, infecțiile cu VRE apar mai frecvent.
Persoanele infectate sau colonizate cu VRE sunt mai susceptibile transmiterii organismului. Transmiterea depinde în primul rând de unde în corp se află bacteriile, dacă fluidele corpului sunt excretate și cât de des ating aceste locuri furnizoriii de servicii medicale. Pacienții infectați sau colonizați cu VRE pot fi îngrijiți într-un mediu standard cu risc minim de transmitere la alți pacienți doar dacă se iau măsuri adecvate de control al infecției.
Un studiu genomic sRNA al E. faecium a sugerat că unele molecule sRNA sunt implicate în rezistența la antibiotice și răspunsul la stres.

## Simptome VRE
Infecțiile cu Enterococcus, inclusiv cele cu VRE, provoacă o serie de simptome diferite în funcție de localizarea infecției. Acestea includ infecții în sânge, infecții de tract urinar (ITU) și infecții ale rănilor asociate cu utilizarea de catetere sau intervenții chirurgicale. Infecțiile rănilor asociate utilizării cateterelor și chirurgicale pot provoca durere și umflare la locul rănii, piele înroșită, caldă în jurul rănii și scurgeri de lichid. Infecțiile de tractul urinar pot provoca nevoia frecventă sau intensă de a urina, durere sau senzație de arsură în timpul urinării, oboseală, dureri lombare sau abdominale. Infecțiile fluxului sanguin pot provoca febră, frisoane, dureri de corp, greață, vărsături și diaree.

## Toleranța la dezinfectanți pe bază de alcool
Un studiu publicat în 2018 arată că E. faecium rezistentă la medicamente prezintă toleranță la soluții pe bază de alcool. Autorii au speculat că acest fapt este o explicație a creșterii numărului de infecții cu E. faecium, indicând faptul că sunt necesare metode alternative pentru a încetini răspândirea de E. faecium în mediul spitalicesc. Studiul a constatat că tulpinile izolate după 2010 erau de zece ori mai tolerante la dezinfectanții pe bază de alcool față de cele anterioare. Cu toate acestea, soluțiile de izopropanol testate în acest studiu conțineau izopropanol în concentrații mai mici decât cele utilizate în cele mai multe soluții dezinfectante pentru mâini și autorii a declarat că dezinfectanții pentru mâini care folosesc 70% izopropanol au fost eficienți chiar și împotriva tulpinilor tolerante. Cu toate acestea, un model de colonizare intestinală murină al transmiterii de E. faecium a arătat că E. faecium rezistentă la alcool a rezistat și la soluția standard de 70% izopropanol pentru dezinfecția suprafețelor, ceea ce a dus la o colonizare crescută a intestinului murin în comparație cu E. faecium sensibilă la alcool. Aceasta cercetare a adus în discuție întrebarea dacă ar putea fi posibil ca microbii să devină complet toleranți la alcool.

## Tratament
Medicamente precum linezolid, daptomicină, tigeciclină și streptogramine (de exemplu, chinupristină/dalfopristină) pot acționa împotriva VRE. VRE poate fi tratată cu succes cu sultamicilină.

## Biobliografie
- Sadowy E, Luczkiewicz A (martie 2014). „Drug-resistant and hospital-associated Enterococcus faecium from wastewater, riverine estuary and anthropogenically impacted marine catchment basin”. BMC Microbiology. 14: 66. doi:10.1186/1471-2180-14-66. PMC 4004213 . PMID 24629030.